# Rolf Kühn
Rolf Kühn (29. září 1929 Kolín nad Rýnem – 18. srpna 2022 Berlín) byl německý jazzový klarinetista a saxofonista. Ve svých osmi letech začal hrát na klavír, ale později přešel ke klarinetu. Svou kariéru zahájil v rozhlasovém big bandu v roce 1948. Později se usadil ve Spojených státech, kde byl v roce 1957 oceněn časopisem Down Beat jako vycházející klarinetová hvězda. Od počátku šedesátých let vydával vlastní alba. Během své kariéry spolupracoval s mnoha hudebníky, mezi které patří například Benny Goodman, Buddy DeFranco, Eddie Costa, Jimmy Garrison nebo Tošiko Akijoši. Jeho mladším bratrem je klavírista Joachim Kühn.